# Crkva Gospina Vaznešenja u Sušcima
Crkva Gospina Vaznešenja u Sušcima, Dicmo, crkva koja je zaštićeno kulturno dobro

## Opis dobra
Crkva Gospe Vaznešenja jednobrodna je građevina s polukružnom apsidom, pravilno orijentirana. Na glavnom pročelju su ulazna vrata flankirana prozorima, a nad njima je ploča s natpisom na ćirilici koja spominje obnovu crkve 1839. g. i jednostavna kružna rozeta, a u zabatu je trodijelna preslica. Lađa ima ravni oslikani strop s prikazom Boga Oca, evanđelistima i serafima. Nad ulazom je drveno pjevalište, a lađu od svetišta odjeljuje drveni ikonostas s ikonama iz 20. st.

## Zaštita
Pod oznakom Z-4876 zavedena je kao nepokretno kulturno dobro - pojedinačno, pravna statusa zaštićena kulturnog dobra, klasificirano kao "sakralna graditeljska baština".